# Eclipta bilineaticollis
Eclipta bilineaticollis là một loài bọ cánh cứng thuộc họ Xén tóc. Loài này được Dmytro Zajciw mô tả năm 1965.